# Staphylininae
Staphylininae zijn een onderfamilie uit de familie van de kortschildkevers (Staphylinidae). 

## Taxonomie
De volgende taxa zijn bij de onderfamilie ingedeeld:
- Tribus Arrowinini Solodovnikov and Newton, 2005
- Tribus Diochini Casey, 1906
- Tribus Maorothiini Assing, 2000
- Tribus Othiini Thomson, 1859
- Tribus Platyprosopini Lynch Arribálzaga, 1884
- Tribus Staphylinini Latreille, 1802
  - Ondertribus Amblyopinina Seevers, 1944
  - Ondertribus Anisolinina Hayashi, 1993
  - Ondertribus Eucibdelina Sharp, 1889
  - Ondertribus Hyptiomina Casey, 1906
  - Ondertribus Philonthina Kirby, 1837
  - Ondertribus Quediina Kraatz, 1857
  - Ondertribus Staphylinina Latreille, 1802
  - Ondertribus Tanygnathinina Reitter, 1909
  - Ondertribus Xanthopygina Sharp, 1884
- Tribus Xantholinini Erichson, 1839